# スベラーズ
スベラーズは、フジテレビ系列で放送されていたクイズ番組『クイズ!ヘキサゴンII』にて結成された、岡田圭右・小島よしお・波田陽区のお笑い芸人3人による企画ユニット。
川口技研の同名の商品との関連はない。

## メンバー
なお、メンバーはいずれも本職は芸人で、全員の所属事務所が異なっている。
ダダ・スベリ：岡田圭右（ますだおかだ）
リーダー。松竹芸能所属。
｢エアバンド｣、｢矢口真里とストローハット｣にも参加。
チョイ・スベリ：小島よしお
サンミュージック企画所属。
｢一発屋2008｣、｢南明奈のスーパーマイルドセブン｣にも参加。
波田：波田陽区
ワタナベエンターテインメント所属。
ユニットで唯一、本名の姓とユニット内での呼称が同一。
｢エアバンド｣、｢一発屋2008｣、｢南明奈のスーパーマイルドセブン｣、「波田原西」にも参加。

## 概要
2009年に発案・結成・CDデビュー。ユニット名の由来は、番組内で三人がよくすべる（ウケない）ため。『クイズ!ヘキサゴンII』発のユニットとして前年の「一発屋2008」の流れを汲む存在で、お笑いタレントのみで構成されたユニットは初となる。
2009年9月、「ひとつ500円で買い取らせていただきます」でデビュー。岡田は映画『サタデー・ナイト・フィーバー』でのジョン・トラボルタを真似た白いスーツ姿、小島・波田はそれぞれ人気ピーク時のブーメランパンツ一丁・着流しの姿で歌を披露した。同曲はアルバム『WE LOVE ヘキサゴン2009』の収録曲であったが、「オリコントップ10以内に入らなければ、罰ゲームとして冬の間宮海峡の凍った海上で熱唱する」という条件付きでシングルカットが決定した。シングルは結果オリコン初登場28位でノルマを満たせず、ロケ地が間宮海峡からアメリカ・アラスカ州のバロー岬に変更となり罰ゲーム企画「スベラーズ アラスカ過酷旅」が執行された。
ユニットのオリジナルギャグとして「Oh it's cool!」というフレーズがあり、「スベラーズアラスカ過酷旅」の際にメンバーが口にした「これが本当のー、Oh it's cool!」が着信ボイスとして配信された。
2010年6月に品川祐（品川庄司）と組み、「品川祐とスベラーズ」として「サラリー☆マン」を発売。その際も紳助から売上が規定数に達しない場合は「連帯責任として罰ゲームを行う」と言い渡された。結局最高順位はオリコン19位だったため、罰ゲーム企画「無人島サバイバル合宿」が執行された。「サラリー☆マン」を歌う際は、全員ビジネススーツ姿である。
同年秋、ユニットの名を冠した単独ライブ『クイズ!ヘキサゴン放送300回記念〜スベラーズ単独ライブ〜』の開催が告知されたが、行われたライブは事実上ヘキサゴンファミリー全体によるものだった。
2011年9月で『クイズ!ヘキサゴンII』が終了。アルバム『WE LOVE ヘキサゴン 2011』では多くの既存ユニットの新曲が発表されたが、スベラーズの新曲は収録されなかった。ただ最後のコンサートとなった『ヘキサゴンファミリーコンサート2011』には、前年10月から最終回まで番組に出演の無かった波田も出演し、持ち歌2曲を披露した。そして、この日を最後に事実上解散となった。

## 経歴

### 2009年
- 7月22日 - 同日放送の『クイズ!ヘキサゴンII』にて島田紳助がユニット結成を告知。同時に3人のユニット内の通称が決まる。
- 7月25日 - 『FNS26時間テレビ』にてデビュー曲が同年秋にリリース予定のコンピレーションアルバムに収録されることが発表された。
- 8月11日 - お台場合衆国内で行われた『ヘキサゴンファミリーコンサート』に出演。
- 9月2日 - 同日放送の『ヘキサゴン』にて「ひとつ500円で買い取らせていただきます」をテレビ初披露、同時にシングルカットが決定する。
- 9月30日 - 「ひとつ500円で買い取らせていただきます」発売。
- 10月14日 - 同日放送の『ヘキサゴン3時間スペシャル』にてシングルがオリコン28位であったことが発表され、罰ゲーム執行が決定する。
- 10月19日 - ニッポン放送『城田優のオールナイトニッポン』にゲスト出演。
- 10月31日 - 国立代々木第一体育館にて開催された『ヘキサゴンファミリーコンサート2009』に出演。

### 2010年
- 1月1日 - 朝日新聞にインタビュー記事が掲載される。
- 1月6日 - 同日放送の『ヘキサゴン新春3時間スペシャル』にて前年に行った罰ゲームロケ「スベラーズアラスカ過酷旅」放送。
- 1月27日 - 前年11月に番組でメンバーを募集したボビーオロゴン率いる『チームボビー』にメンバー3人のマネージャーがそれぞれ応募していたため、この日3人はゲストチーム枠の『チームボビー』に強制的に加入。他の出演者から終始ゲスト扱いされていた。
- 5月5日 - 同日放送の『ヘキサゴン』にて品川祐（品川庄司）との合作で新曲を発表することが発表される。26日の放送分にて新曲「サラリー☆マン」を初披露。
- 6月23日 - 「サラリー☆マン/第三の男/レッド・アイ」発売。同月27日、ラゾーナ川崎にて発売イベントを行う。
- 7月24日・25日 - ヘキサゴンファミリーとして『FNS26時間テレビ2010』内の「さんま・中居の今夜も眠れない」で駅伝の第2走者の小島から波田へのバトンを渡す際に岡田も駆けつけた為、全員出演となった。さらに「三輪車レース」の応援企画の中で曲を披露。
- 8月26日～29日 - 舞台『マイホーム・オン・ザ・ビーチ ～ヘキサな海の家～』にVTR出演。
- 10月6日 - 同日放送の『ヘキサゴン秋の3時間スペシャル』にて6月発売のシングルの罰ゲーム「無人島サバイバル合宿企画」放送。また、この放送回を最後に波田の番組出演が無くなる。
- 10月31日 -  Shibuya O-EASTにて『クイズ!ヘキサゴン放送300回記念〜スベラーズ単独ライブ〜』開催。
- 12月11日 - 幕張メッセにて開催された『ヘキサゴンファミリーコンサート2010』に出演。

### 2011年
- 9月28日 - 『クイズ!ヘキサゴンII』放送終了。
- 11月26日 - 幕張メッセにて開催された『ヘキサゴンファミリーコンサート2011』に出演。この日をもって、事実上解散。

## ディスコグラフィ
1. ひとつ500円で買い取らせていただきます （2009年9月30日、ポニーキャニオン）
アルバム『WE LOVE ヘキサゴン2009』に「With Pabo Ver.」として収録。アルバム付属のDVDに振付け映像を収録。
2. サラリー☆マン （2010年6月23日、よしもとR&C） - 「品川祐とスベラーズ」名義。
「サラリー☆マン/第三の男/レッド・アイ」のトリプルA面シングルの1曲。
アルバム『WE LOVE ヘキサゴン 2010』に収録。

## クイズ!ヘキサゴン放送300回記念〜スベラーズ単独ライブ〜
『「ひとつ500円で買い取らせていただきます」と「サラリー☆マン」しかありません…』のタイトル通り、『クイズ!ヘキサゴン』と『クイズ!ヘキサゴンII』の放送300回を記念して開催が告知されたライブ。タイトルはスベラーズ単独名義ではあるが、事実上『ヘキサゴンファミリーコンサート』である。
当初はチケットの売り上げが悪く、後に「ヘキサゴンファミリーから応援ゲストが登場」と、つるの剛士や上地雄輔などが出演することを告知する。結果として『ヘキサゴン』のCDに関わっているほぼ全てのメンバーが揃い、会場の規模の違いや島田紳助が不在などの点を除けば、通常の『ヘキサゴンファミリーコンサート』と変わらない出演者・演目のライブとなった。
昼公演と夜公演の2部制で、昼公演は他のヘキサゴンファミリーはあくまでも前座で、スベラーズの前に他出演者による20曲近くのライブが行われた。一方で夜公演は最初にスベラーズが登場して即出番は終了、以降他のヘキサゴンファミリーによるライブ、という進行の違いがある。なお、スベラーズはコンサート中「ひとつ500円で買い取らせていただきます」の衣装で持ち歌やユニットの楽曲を披露した。
テレビ放送やDVD化などはされていない。
日時
2010年10月31日
1部2部入れ替え制
会場
Shibuya O-EAST

MC
上地雄輔
中村仁美（フジテレビアナウンサー）
スペシャルゲスト
品川祐（品川庄司）
応援ゲスト
フレンズ（つるの剛士、崎本大海）、RYOEI、サーターアンダギー（山田親太朗・森公平・松岡卓弥）、
ファミーユ（Pabo（里田まい、スザンヌ、木下優樹菜）、misono、南明奈、矢口真里、神戸蘭子）、
庄司智春（品川庄司）、FUJIWARA（原西孝幸・藤本敏史）、アンガールズ（田中卓志・山根良顕）、クリス松村、元木大介